# 実愛
実愛（みお）は、日本のシンガーソングライター（LOHAS ENTERTAINMENT専属）、イラストレーター、漫画家。鹿児島県伊佐市（旧大口市）出身。2013年3月24日、熊本県水上村親善大使就任。
鹿児島を活動拠点に作詞・作曲活動、TV、ラジオ、各種ステージ、イラストレーター、コラムニスト、書画等マルチに活動している。

## 経歴
- 鹿児島県伊佐市（旧大口市）生まれ
- 女性　歌手・Singer Songwriter・イラストレーター・漫画家・書画作家・コラムニストとして活動中
- 2002年に青空風音（あおぞら かざね）として日本クラウンより『南州あばれ太鼓』発売。
- クラウンミュージック新人枠ヒット賞受賞｡
- 水野晴郎主演監督映画シベリア超特急5のイメージソングとして、2ndシングル『小さな道標』を発売｡
- 3rdシングル『コンパにカンパイ／ラブレター』を､青空風音with岩本恭生として発売｡
- 2010年からSinger Songwriter 実愛(みお)として活動を始める。
- 2012年　デビュー10周年記念コンサートを10月21日東京で、11月17日鹿児島で開催。
- 2013年3月24日　熊本県水上村親善大使就任。

## メディア出演

### レギュラー
- アール・エフ・ラジオ日本　「ミックスシャワー」パーソナリティー(毎週土曜、28:30-29:00(JST))
- FMぎんが - 「歌の花道」パーソナリティー（毎週水曜、16:00 - 17:30（JST））
- ひととひとをつなぐ無料情報誌『月刊 mousse』- みおのそれいってみお～♪コラム連載
- FM鹿児島 - 「おはよう昭和音楽館」内　“実愛のOH♪ソレみ～お”パーソナリティー　（毎週日曜）

### 過去の出演番組
- 2012-11-10  AM10:15～11:15KTS鹿児島放送 ぷらナビ出演 10:15～11:15（JST）
- 2012-11-05  シティエフエム 76.2Mhz『かごしま通勤ナビゲーション』
- 2012-04-25  BTVケーブルテレビの歌番組『歌ってGO GO』　On-Air=2012年5月13日～19日
- 2012-02-10  BTVケーブルテレビ『どんどんどん』　2012年2月10日から16日まで1日4回　合計28回　On-Air

## ディスコグラフィー

### 青空 風音　名義
- 2002年 - 『南州あばれ太鼓／ハッピーバースディ』
- 2004年 - 『小さな道標／エクスタシー』
- 2006年 - 『コンパにカンパイ／ラブレター』

### Singer Songwriter 実愛(みお)　名義
- 2010年12月16日 - 『いのちの花』　短編映画[言霊とうとがなし] テーマソング
- 2011年9月25日 -  短編映画 [言霊とうとがなし 第二章 ～天国からの伝言〜] テーマソング『しあわせでいてください。』
- 2012年3月3日 - 『水上の物語～いのちの源～』 熊本県水上村　森林セラピー基地[水上村]～イメージソングのシングルカットＣＤ
- 2012年10月17日 - アルバム『たくさんの愛が実りますように。』

## ＤＶＤ
- 環境ライブラリーＤＶＤ　森林セラピー基地[水上村]にイメージソングとして「水上の物語」を収録

## 社会貢献・ボランティア活動等の履歴
☆介護、老健施設等ボランティアコンサート。
2012年 4月　　　　   霧島市溝辺  みそめの里
2012年 4月16日　    霧島市横川  長安寮(ほぼ毎年)、　霧島市横川  デイケア施設 えがお
2010年11月3日　　   大口病院内　むつみ園(伊佐市)
2011年11月2日　　   老人介護施設　千鳥園(伊佐市)
2002年から継続訪問  城山の森、他病院関係施設など。
三重県、北海道、富山、東京でも実施。
☆チャリティイベント・コンサート
2010年10月29日／ Artist Corony ELDORADO in 布計 『EL DOLADOのコンサート』(無料)地域住民を招待(地域活性化の目的)
2011年　5月14日／ 東日本大震災チャリティーコンサート『さくらの里「みずかみ」第1回石倉音楽祭』益金を人吉新聞社を通じて寄付、地域の高齢者20名を招待
2011年　7月30日／ 東日本大震災チャリティーコンサート(県民交流センター)
2011年10月29日／ Artist Corony ELDORADO in 伊佐 『EL DOLADOのコンサート』(無料)地域住民招待(地域活性化の目的／実行委員・出演)
2011年11月　4日／ Artist Corony ELDORADO in 伊佐 の一環として童謡・抒情歌・アニメソングコンサート(子供・高齢者招待／実行委員・出演)
2012年　3月17日／ 東日本大震災チャリティーコンサート　『加納吾朗と歌の仲間たち』(鹿児島県民交流センター)
2012年　3月3日～4月8日／さくらの里のアート展　(実行委員・書画作品を出品)　益金の一部を熊本日日新聞を通じて寄付
2012年　3月24,25日／ 水上・さくらの里　第3回石蔵音楽祭　(実行委員・出演)　益金の一部を水上村社会福祉協議会に寄付
その他、多くのチャリティイベント・コンサート等に出演、協力。
☆学校・教育施設関連ボランティア
2011年10月14日　　  鹿児島県伊佐市大口小学校
2012年 5月　７日　　　横川  佐々木小学校